# Väike
Väike (est. Väike väin) je tjesnac u Estoniji, između otoka Muhu i Saaremaa. Tjesnac je dio većeg tjesnaca Väinameri i karakterizira ga puno otočića i sprudova. Tjesnac je širok 2 do 4 km i općenito dubok manje od tri metra.
Nasip Väinatamm prelazi tjesnac i osigurava cestu između otoka Muhu i Saaremaa.